# Taekwondo aux Jeux panarabes de 1997
Navigation
Édition suivante
Les compétitions de taekwondo aux Jeux panarabes de 1997 ont lieu en juillet 1997 à Beyrouth, au Liban.

## Résumé des médailles

### Hommes
| Épreuves         | Or               | Argent          | Bronze                             |
| ---------------- | ---------------- | --------------- | ---------------------------------- |
| Poids mi-mouches | Giscard Khoury   | Khaled El-Omary | Shadi Abu Taleb Khalil Hamami      |
| Poids mouches    | Talel Mabrouk    | Ali Al-Asmar    | Nasser Abu Qateen Béji Kilani      |
| Poids Coqs       | Adel Hussein     | Raad Amer       | Abdelmoneim Khawater Badr Marsili  |
| Poids plumes     | Mahmoud Shalaby  | Moustafa Rhouma | Zied Haddad Daoud Matar            |
| Poids légers     | Tamer Hussein    | Ahmed Abourrous | Foued Echemaly Rabiaâ Ekouza       |
| Poids welters    | Emad Merbah      | Ahmed Marsheen  | Souheil Hammami Mohamed Abdelkarim |
| Poids moyens     | Hussein El Hella | Ghazi El Ghanem | Edmond Younes Hicham Malayli       |
| Poids lourds     | Yahia Allam      | Khaled Dawsary  | Abdelkader Zerouri Ibrahim Kamel   |

### Femmes
| Épreuves         | Or                  | Argent         | Bronze                        |
| ---------------- | ------------------- | -------------- | ----------------------------- |
| Poids mi-mouches | Zohra Talhoni       | Marwa Abdallah | Ababeel El Mater Haifa Arab   |
| Poids mouches    | Shaima Afifi        | Joëlle Kamar   | Rym Boussafar Elham Hadi      |
| Poids coqs       | Alyssar Matar       | Cosette Basbos | Jamila Chaibat Bochra El Mari |
| Poids plumes     | Randa Ahmed         | Samira Toulani | Samah Ben Hamouda Ahlem Bino  |
| Poids légers     | Mariem Bidani       | Nancy Hindy    | Julie Diab Ghadir El Khachty  |
| Poids welters    | Hafidha Awassef     | Loulou Mohsen  | Carla Jean Amira Metwally     |
| Poids moyens     | Sabrine Abdel Hamid | Kefaya El Kout | Lamia Aboulkacem Carla Bayni  |
| Poids lourds     | Monia Dorkigh       | Imene El Kout  | Fatma Soaid Bochra Anozo      |

## Tableau des médailles
| Rang | Nation          | Or | Argent | Bronze | Total |
| ---- | --------------- | -- | ------ | ------ | ----- |
| 1    | Égypte          | 8  | 2      | 1      | 11    |
| 2    | Maroc           | 4  | 1      | 7      | 12    |
| 3    | Jordanie        | 3  | 4      | 6      | 13    |
| 4    | Liban           | 1  | 2      | 8      | 11    |
| 5    | Koweït          | 0  | 4      | 4      | 8     |
| 6    | Arabie saoudite | 0  | 2      | 2      | 4     |
| 7    | Libye           | 0  | 1      | 0      | 3     |
| 8    | Tunisie         | 0  | 0      | 3      | 3     |
| 9    | Palestine       | 0  | 0      | 1      | 1     |
|      | Total           | 16 | 16     | 32     | 64    |

## source
- (ar)« 8èmes Jeux panarabes », Al-Ahram-Sports, 6 août 1997, pages 53-59.